# Quiet Edit +
Quiet Edit + er et opsamlingsalbum af den danske gruppe Gangway, udgivet i Japan i 1992. 
Albummet blev udgivet på det japanske selskab Hammer Label, der blev oprettet i 1991 med det ene formål at udgive Gangways musik i Japan. Det blev kun udsendt i 3000 nummererede eksemplarer, der hurtigt blev udsolgt. Albummet indeholder to singler fra 1985 samt remixede versioner af tre sange fra albummet The Quiet Boy Ate the Whole Cake fra 1991. Remixene er tilføjet nye overdubs indspillet i Japan af guitarist Henrik Balling med japanske studiemusikere. 
Balling: "Jeg var i Tokyo i februar måned i år [1992] på en promotiontour, og det var altså ret fantastisk. Jeg lavede også nogle remix sammen med dem af 3 numre fra "The Quiet Boy..." [...] "Going Away" blev indspillet med strygerkvartet og arrangeret af en japansk arrangør.....det var ret sjovt, han gjorde sig enormt umage, og jeg blev mødt med stor respekt fra hans side, da det jeg laver er mere harmonisk spændende end det popmusik, han normalt lavede orkesterarrangementer til."
Flere af numrene blev i 2002 atter gjort tilgængelige på opsamlingsalbummet Re-Master Piecies. Quiet Edit + havde i slutningen af halvfemserne solgt ca. 5.000 eksemplarer internationalt.

## Spor
Alt tekst og musik er skrevet af Henrik Balling, undtagen "Out on the Rebound from Love" tekst af Allan Jensen. 
1. "Don't Ask Yourself (Soundman's Solitaire)" – 3:09
2. "Out on the Rebound from Love" – 3:25 (Single, 1985)
3. "Going Away (Yell More Rugby)" – 3:58
4. "Paris, Mexico" – 3:52 (B-side til "Out on the Rebound from Love", 1985)
5. "Don't Ask Yourself (Re Oldish)" – 3:36)
6. "Can You Believe This?" – 2:44 (B-side til "Once Bitten, Twice Shy", 1985)
7. "Going Away (The Maestro Mix)" – 3:27
8. "Going Away (TV Mix - for Weather Forecast)" – 2:11
9. "Once Bitten, Twice Shy" – 4:06 (Single, 1985)
10. "Don't Ask Yourself (The Walrus Meet the Jellyfish in September Sea)" – 4:06
11. "Biology (D12-A24-D24-D32-D48)" – 4:28

## Personel
Gangway
- Allan Jensen – vokal
- Henrik Balling – guitar, vokal, akustisk guitar overdubs (spor 1, 5 og 10), blokfløjte (spor 4)[1]
- Torben Johansen – keyboards, vokal
- Cai Bojsen-Møller – trommer

Yderligere musikere
- Mitsuo Hagita – strygerarrangement (spor 3, 7 og 8)
- Kaneko Asuka Group – strygere (spor 3, 7 og 8)
- Hideo Yamaki – trommer (spor 1 og 10)
- Chiharu Mikuzuki – bas (spor 1, 5 og 10)
- Kohji Yamaoka – PC (spor 5, 10 og 11)
- Masakazu Takeda – data (spor 11)

Produktion
- David Motion – producer (originale versioner af "Don't Ask Yourself", "Going Away" og "Biology")
- Henrik Balling – yderligere produktion
- The HAM – yderligere produktion, lydtekniker
- Mitsuo Hagita – lydtekniker
- Soundman – lydtekniker
- Tomofumi Ogawa – mastering
- Norihiro Uehara – cover art